# Fatima Ferreira
Fátima Ferreira-Briza (Cachoeira de Goiás, 16 de fevereiro de 1959) é uma alergologista alemã nascida no Brasil. É desde 2006 diretora do Laboratório Christian Doppler de Diagnose de Alergia e Terapia na especialidade biologia molecular da Universidade de Salzburgo. É desde outubro de 2011 vice-reitora de pesquisa.
Após completar em 1981 o curso de odontologia na Universidade Federal de Uberlândia obteve um doutorado em bioquímica em 1987 na Universidade de São Paulo. Foi assistente de pesquisa na Universidade Federal de Santa Catarina antes de seguir em 1988 para um pós-doutorado na Universidade de Toronto, trabalhando com Anders Bennick. Em 1990 foi para Viena no Instituto de Patofisiologia da Universidade de Medicina de Viena. Em 2000 foi para a Universidade de Salzburgo, onde no mesmo ano obteve a habilitação.
Publicou mais de 120 artigos científicos.

## Condecorações
- 1996 "Prêmio Clemens von Pirquet" da Österreichische Gesellschaft für Allergologie und Immunologie
- 1998 "Kulturfonds der Landeshauptstadt Salzburg" Preis für Forschung von der Stadt Salzburg
- 2005 Förderpreis Wissenschaft/Forschung des Kulturfonds der Stadt Salzburg
- 2006 Forschungsportrait, w-fFORTE – Programm der FFG, Österreichische Forschungsförderungsgesellschaft mbH und des österreichischen Bundesministeriums für Wirtschaft, Familie und Jugend
- 2007 Research Communication Preis des Fonds zur Förderung der wissenschaftlichen Forschung (FWF)
- 2007 Science2business Award des österreichischen Bundesministeriums für Wirtschaft und Arbeit (BMWA)
- 2008 Cientista do Ano[3]